# Dundee (Minnesota)
Dundee és una població dels Estats Units a l'estat de Minnesota. Segons el cens del 2000 tenia 102 habitants.

## Demografia
Segons el cens del 2000, Dundee tenia 102 habitants, 51 habitatges, i 26 famílies. La densitat de població era de 135,8 habitants per km².
Dels 51 habitatges en un 17,6% hi vivien nens de menys de 18 anys, en un 47,1% hi vivien parelles casades, en un 3,9% dones solteres, i en un 47,1% no eren unitats familiars. En el 47,1% dels habitatges hi vivien persones soles el 27,5% de les quals corresponia a persones de 65 anys o més que vivien soles. El nombre mitjà de persones vivint en cada habitatge era de 2 i el nombre mitjà de persones que vivien en cada família era de 2,85.
Per edats la població es repartia de la següent manera: un 20,6% tenia menys de 18 anys, un 9,8% entre 18 i 24, un 21,6% entre 25 i 44, un 25,5% de 45 a 60 i un 22,5% 65 anys o més.
L'edat mediana era de 43 anys. Per cada 100 dones de 18 o més anys hi havia 113,2 homes.
La renda mediana per habitatge era de 21.979 $ i la renda mediana per família de 32.000 $. Els homes tenien una renda mediana de 23.611 $ mentre que les dones 21.250 $. La renda per capita de la població era de 12.171 $. Entorn del 23,5% de les famílies i el 21,2% de la població estaven per davall del llindar de pobresa.

## Poblacions més properes
El següent diagrama mostra les poblacions més properes.